# MTV Europe Music Award al miglior artista neozelandese
L'MTV Europe Music Award al miglior artista neozelandese (MTV Europe Music Award for Best New Zealand Act) è uno dei premi principali dell'MTV Europe Music Award, che viene assegnato dal 2013.

## Albo d'oro

### Anni 2010
| Anno | Vincitore   | Nominati                                                           |
| ---- | ----------- | ------------------------------------------------------------------ |
| 2013 | Lorde       | - David Dallas - Shapeshifter - Stan Walker - The Naked and Famous |
| 2014 | Lorde       | - Stan Walker - Broods - Ginny Blackmore - Kimbra                  |
| 2015 | Savage      | - Avalanche City - Gin Wigmore - Six60 - Broods                    |
| 2016 | Broods      | - Kings - Ladyhawke - Maala - Sachi                                |
| 2017 | Tapz        | - David Dallas - Lorde - Maala - Stan Walker                       |
| 2018 | Mitch James | - Stan Walker - Kimbra - Robinson - Thomston                       |
| 2019 | JessB       | - Benee - Broods - Drax Project - Kings                            |

### Anni 2020
| Anno | Vincitore | Nominati                                            |
| ---- | --------- | --------------------------------------------------- |
| 2020 | Benee     | - Baynk - Jawsh 685 - L.A.B. - The Naked and Famous |
| 2021 | Teeks     | - Broods - Jolyon Petch - Lorde - Six60             |
| 2022 | Lorde     | - Benee - Coterie - L.A.B. - Shouse                 |
| 2023 | Six60     | - Benee - JessB - Jolyon Petch - L.A.B.             |